# Dahlströmska gården

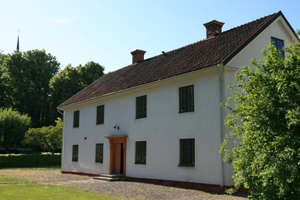
Dahlströmska gården, Norra flygeln

Dahlströmska Gården i Vadstena är en välbevarad del av Vadstena hospital. Byggnaderna, som består av två flyglar, fungerade från 1836 och fram till 1950-talet som hospitalets 1:a klassavdelning för män. Dahlströmska gården är idag skyddad med q-märkning i detaljplanen och bygglov krävs för alla invändiga förändringar. I en kulturhistorisk utredning av Östergötlands länsmuseum konstateras att byggnaderna är ”synnerligen märkvärdiga” och att husen bör bli klassade som byggnadsminne. Idag brukas byggnaderna som Hotell Dahlströmska gården. 

## Galleri

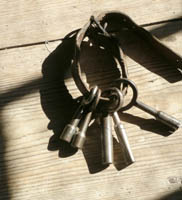
Nyckelknippa från 1800-talet
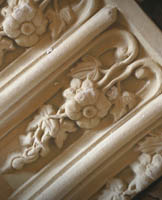
Kakelugnsornament
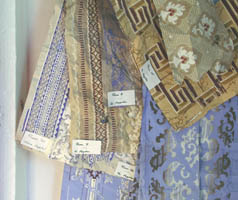
Sparade tapetfragment
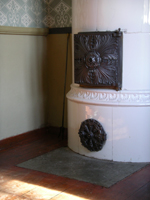
Kakelugn med låsbar gjutjärnslucka
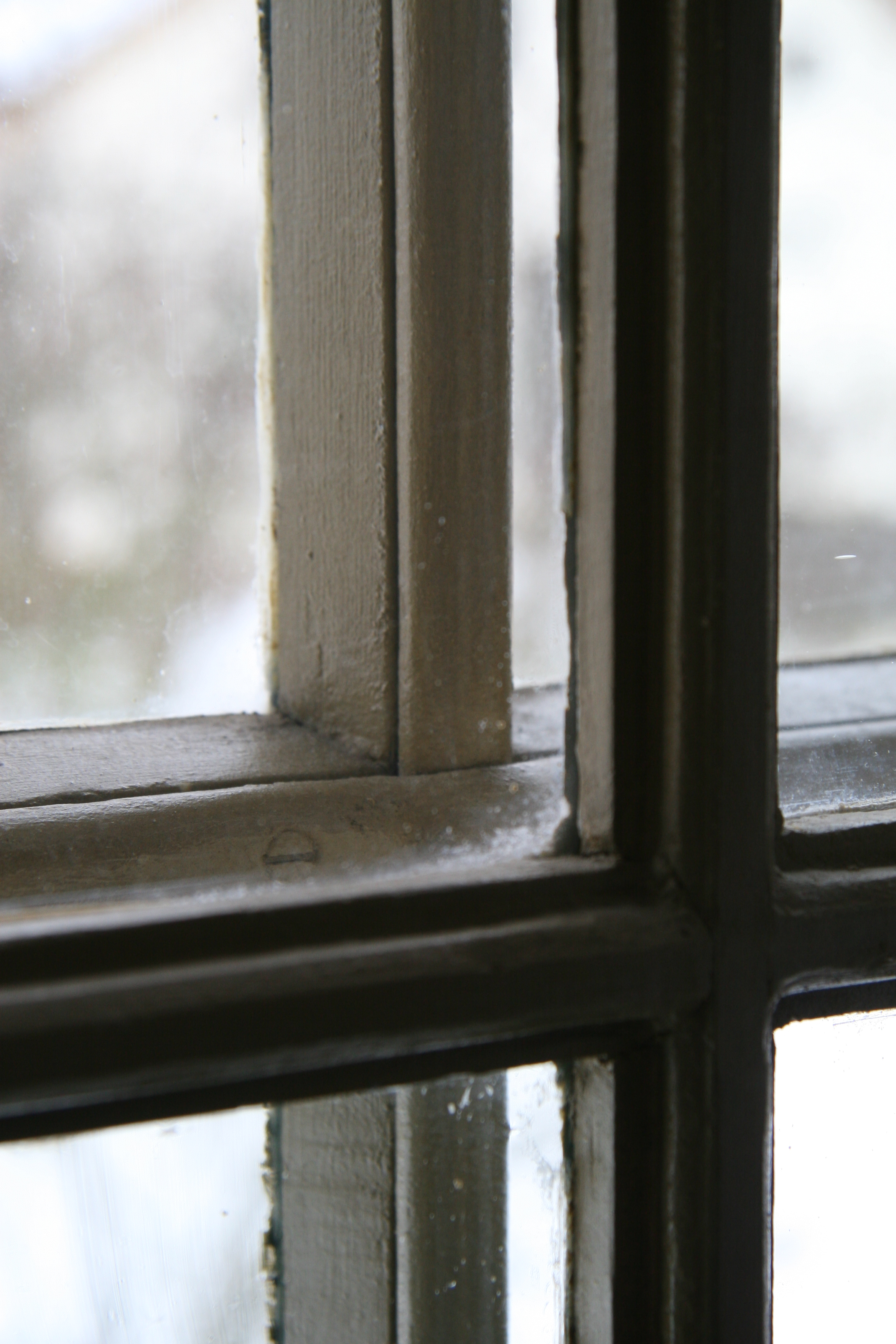
Fönster med järnspröjs